# Dipterocarpus fagineus
Dipterocarpus fagineus är en tvåhjärtbladig växtart som beskrevs av Vesque. Dipterocarpus fagineus ingår i släktet Dipterocarpus och familjen Dipterocarpaceae. Inga underarter finns listade i Catalogue of Life.